# Fügen
Fügen é um município da Áustria, situado no distrito de Schwaz, no estado do Tirol. Tem 6,63 km² de área e sua população em 2019 foi estimada em 4.225 habitantes.